# Kanzan Spezialpapiere
Die KANZAN Spezialpapiere GmbH ist ein Papierhersteller für Thermopapiere, Inkjet-Papiere und weitere Spezialpapiere in Düren, Nordrhein-Westfalen. Mit 315 Mitarbeitern produziert das Unternehmen rund 60.000 Tonnen Papier pro Jahr und erzielt einen Jahresumsatz von rund 100 Mio. Euro. Das Unternehmen beliefert die weiterverarbeitende Industrie wie beispielsweise Druckereien, Kleinrollenausrüster und Laminathersteller für Selbstklebeetiketten in ganz Europa. Diese fertigen daraus Selbstklebeetiketten, Eintrittskarten, Fahrscheine, Lottoquittungen, Parkscheine, Kontoauszüge oder Belege jeglicher Art.
Das Unternehmen verfügt über eine Papiermaschine (Hybrid Former), mit einer Arbeitsbreite von 3,20 m sowie zwei Streichmaschinen mit Arbeitsbreiten von 1,60 m und 3,20 m. Hinzu kommen Umroller und Rollenschneider. Der für die Papierproduktion benötigte Dampf und Strom werden über ein Braunkohlestaub-Kraftwerk erzeugt, das sich auf dem Werksgelände befindet. Es arbeitet nach dem Prinzip der Kraft-Wärme-Kopplung und erreicht einen Nutzungsgrad von über 90 %. Als Brennstoff wird die in der Region um Düren gewonnene und zu Staub veredelte Braunkohle eingesetzt.

## Firmengeschichte

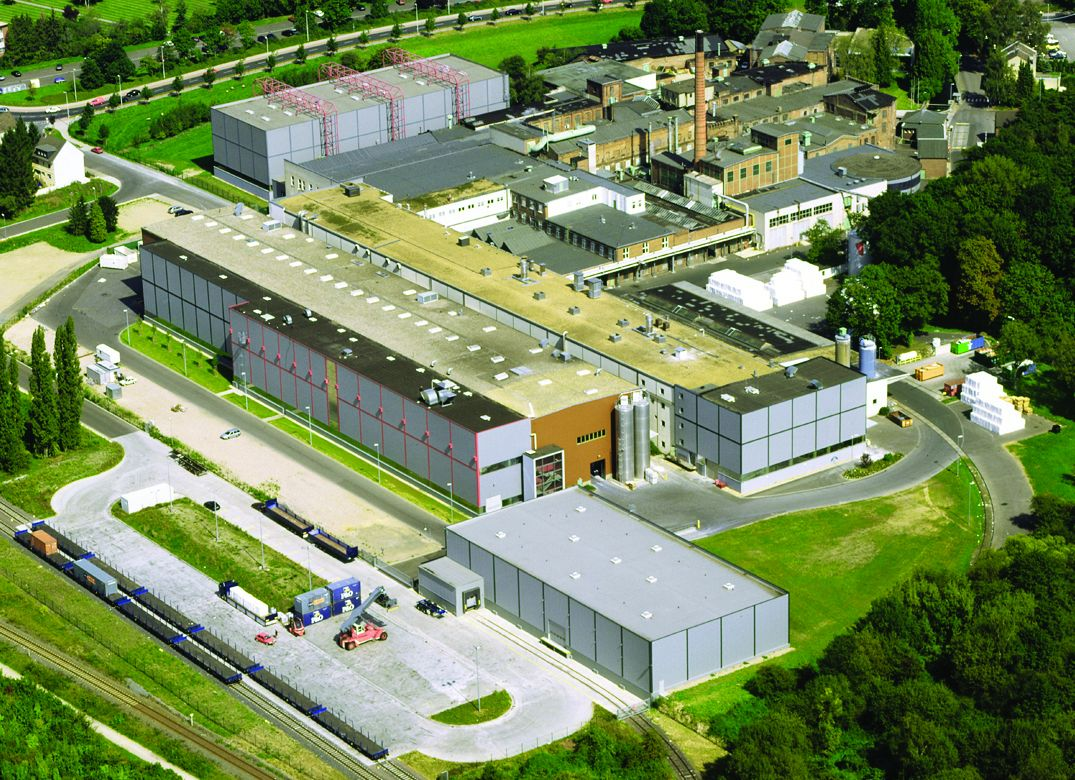
KANZAN im Mai 2009

Im September 1990 wurde das Unternehmen als Gemeinschaftsunternehmen des japanischen Papierherstellers Kanzaki Paper (heute Ōji Seishi Paper) und der deutschen Zanders Feinpapiere AG gegründet. Als dritter Partner beteiligte sich das japanische, weltweit agierende Handelshaus Marubeni. Im Oktober 1991 startete die Produktion im Süden des Dürener Stadtgebietes, als Zanders sein Werk Neumühl in das Gemeinschaftsunternehmen einbrachte und auf KANZAN übertrug. Seitdem sich die Zanders Feinpapiere AG im Jahre 2000 von seiner Beteiligung trennte, ist die Oji Paper Group, der größte japanische Papierhersteller, mit fast 95 Prozent maßgeblicher Gesellschafter von KANZAN.

## Historie des Werkes Neumühl
Die heutige Neumühl ist die älteste Dürener Papierfabrik und begründet die lange Tradition der Papierherstellung an diesem Standort. Den Grundstein für die damit verbundene wirtschaftliche und industrielle Entwicklung Dürens legte der 1661 in der Nähe von Elberfeld geborene Kaufmann Rütger von Scheven. Auf seinen Handlungsreisen für Leinen, Tuche und Kurzwaren kam er auch durch das Herzogtum Jülich und erkannte die Vorteile der Umgebung für die Papierfabrikation in unmittelbarer Nähe der Rur. Nachdem van Scheven die Dürener Bürgerrechte im Jahre 1694 erworben hatte, erhielt er am 9. Juli 1710 die Konzession, auf dem Dürener Teich eine Papiermühle zu errichten. Bereits kurze Zeit nach der Produktionsaufnahme beschäftigte die nach ihm benannte Schevensmühle 50 Mitarbeiter. Rütger van Schevens curkölnisches Wappen mit seinen Initialen „RVS“ als Wasserzeichen etablierte sich schon damals als Herkunftszeichen und Gütesiegel. Amtlich bestätigt wurde dies bereits am 18. März 1727 durch den Dürener Magistrat, der feststellte, dass „Rütger von Scheven ein Papier erzeuge, wie keines von gleicher Güte anderwärts zu finden sei.“ 

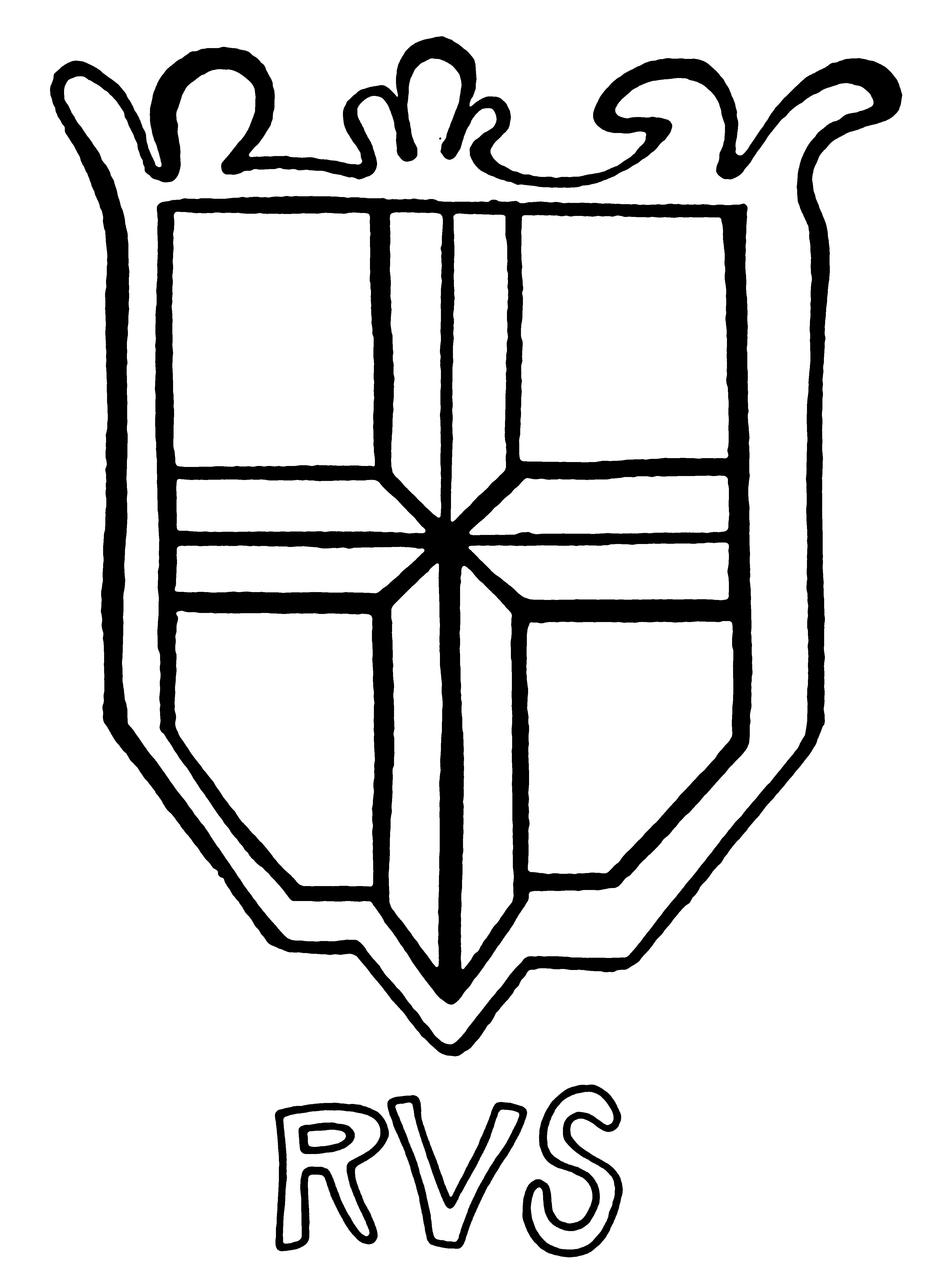
Wasserzeichen Rütger van Scheven

Nach dem Tode des Gründers im Jahre 1740 übernahm sein Sohn Rütger Lucas von Scheven die Mühle, der die Papierfabrik 1773 seiner Schwester Magdalena übertrug, da er ohne Nachkommen blieb. Diese heiratete Johann Paul Schoeller, der, in Gemünd in der Eifel geboren, bereits 1718 nach Düren gekommen war, womit die Papiertradition der Industriellenfamilie Schoeller begann. Das Werk Neumühl blieb bis 1981 im Besitz verschiedener Mitglieder und Zweige der Schoellers.

### Von der Schevensmühle zur Neumühl
Mitte des 19. Jahrhunderts erwarben Benno Schoeller (1828–1908), Eigentümer des Eisenreckhammerwerk Schoellershammer, und sein Bruder Julius (1820–1876) gemeinsam die Schevensmühle und errichteten 1862 eine neue Fabrik mit der damals modernsten Technik: Turbinen ersetzten die alten Wasserräder und es konnte die erste Papiermaschine aufgestellt werden. Fortan wurde dieses Werk Neumühl genannt. Über 50 Jahre gehörten der Schoellershammer und die Neumühl zusammen und firmierten gemeinsam unter dem Namen Heinrich August Schoeller Söhne.

### Das Werk im 20. Jahrhundert

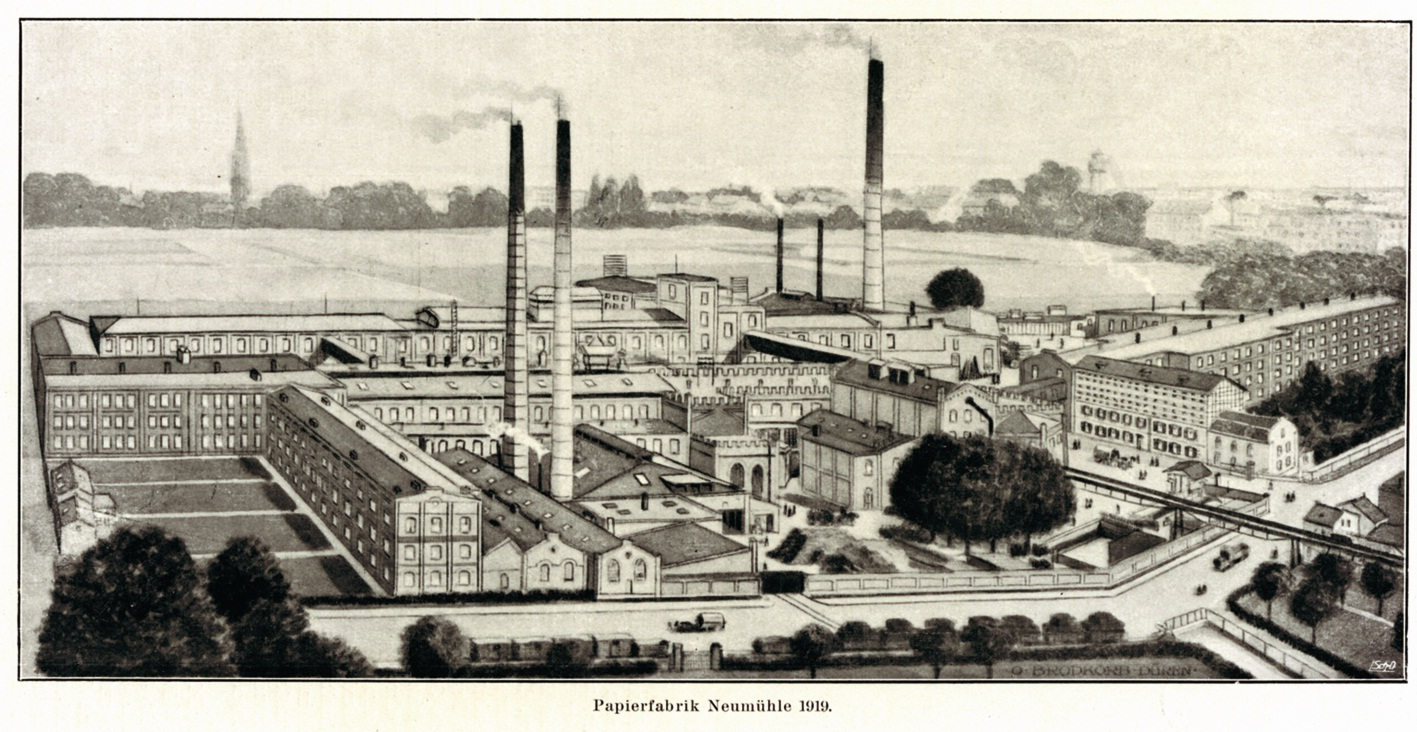
Papierfabrik Neumühl 1919

Im Jahre 1914 wurden die Werke wieder getrennt, als Hugo Albert Schoeller die Neumühl übernahm und unter seinem Namen weiterproduzierte. Das Unternehmen behauptete sich auch in der folgenden Zeit, die durch schwierige politische und wirtschaftliche Umstände gekennzeichnet war: Erster Weltkrieg, Versailler Vertrag, Reparationszahlungen, Hyperinflation, Weltwirtschaftskrise und schließlich das nationalsozialistische Dritte Reich. Erst am Ende des Zweiten Weltkrieges musste die Produktion komplett eingestellt werden, als das Werk durch einen Luftangriff der Alliierten am 21. April 1944 getroffen wurde und die Gebäude der Neumühl im Februar 1945, als sich amerikanische Einheiten dem Dürener Raum näherten, mehrfach auf der Hauptkampflinie lag. Nach Zeitzeugenaussagen wurde das Werk sieben Mal im Wechsel von deutschen und alliierten Truppen besetzt und erlitt dabei zusätzlich schwere Schäden. 

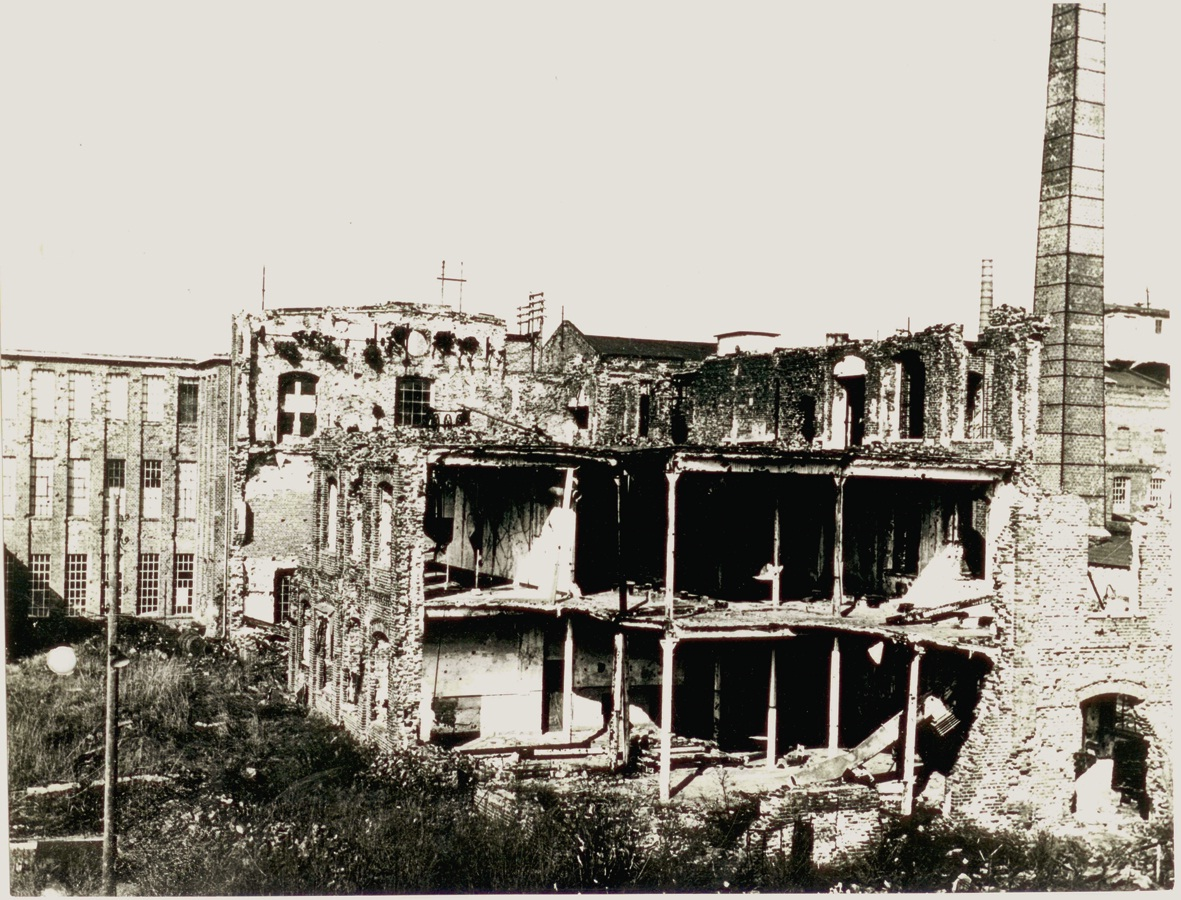
Werk Neumühl 1946

Ein Jahr vor der Währungsreform im Juni 1947 waren die folgenschweren Zerstörungen des Krieges soweit beseitigt, dass die erste Feinpapiermaschine (PM 1) wieder in Betrieb genommen werden konnte. Bis Mitte der 1950er Jahre steigerte sich die Produktion wieder auf das Vorkriegsniveau. Dabei profitierte das Unternehmen vom Wirtschaftsboom der jungen Bundesrepublik und der Wiederaufnahme der Produktion von Fotopapier. Nachdem 1967 die Firmen Hugo Albert Schoeller und Felix Schoeller jr. aus Burg Gretesch (Osnabrück) fusionierten, wurde ein umfassendes Investitionsprogramm gestartet, so dass 1970 im Werk Neumühl eine neue und moderne Papiermaschine in Betrieb genommen werden konnte. Zwölf Jahre später, als die Zanders Feinpapiere AG im Jahre 1982 das Werk übernahm, endete die lange Tradition als Familienunternehmen. Danach lieferte es hauptsächlich Rohpapiere, die in den Werken Reflex und Gohrsmühle gestrichen wurden. Als Zanders 1989 in Bergisch Gladbach den Neubau einer großen Papiermaschine plante, wurde für die Neumühl ein neues unternehmerisches Konzept gesucht, das im September 1990 zur Gründung von KANZAN führte.